# Ingvar Hellquist
Karl Ingvar Hellquist, född 26 januari 1952 i Västra Vingåkers församling i Södermanlands län, är en svensk militär.

## Biografi
Hellquist avlade gymnasieexamen 1972. Han avlade officersexamen vid Krigsskolan 1975 och utnämndes samma år till löjtnant vid Livregementets grenadjärer, där han befordrades till kapten 1978 och till major 1983, varpå han var ställföreträdande kompanichef. Han tjänstgjorde vid förbandet från 1975 till åtminstone 1989. Han gick Allmänna kursen vid Militärhögskolan 1981–1982 och Högre kursen där 1983–1985, varefter han var chef för infanteripansarvärnskompani och livkompani vid Livregementets grenadjärer. Han befordrades till överstelöjtnant 1992, varpå han var bataljonschef vid Infanteriets stridsskola, utnämndes till överstelöjtnant med särskild tjänsteställning 1995 och var stabschef vid Arméns brigadcentrum 1995–1997. Han befordrades till överste 1997, varefter han var militärsakkunnig vid Huvudenheten för totalförsvarets militära del i Försvarsdepartementet 1997–1999 och chef för Livgardet 2000–2002. I början av 2000-talet studerade han vid Army War College i USA, där han avslutade sina studier 2003. Därefter arbetade han med strategisk personalförsörjning vid Högkvarteret och tjänstgjorde sedan i avdelningen Strategisk materielledning vid Försvarets materielverk 2005–2007, varefter han pensionerades från Försvarsmakten 2007.
Ingvar Hellquist invaldes som ledamot av Kungliga Krigsvetenskapsakademien 1998.